# Filiacja

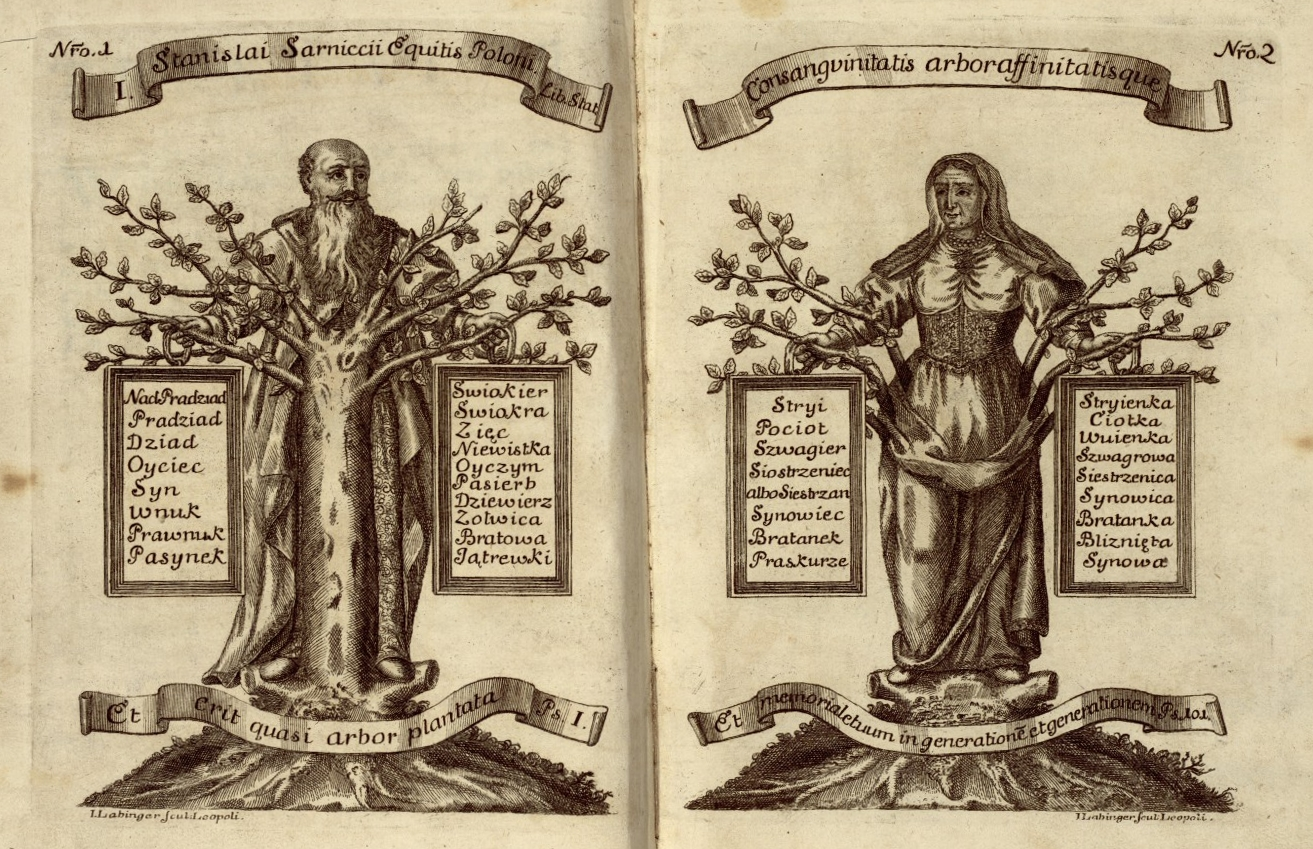
Ilustracje z dzieła "Heraldica to iest osada kleynotow rycerskich" Józefa Jabłonowskiego z 1742 roku pokazująca stopnie pokrewieństwa w linii męskiej i żeńskiej.

Filiacja (od łac. filiatio – wywodzenie syna od ojca) – rodzaj stosunku genealogicznego zachodzącego pomiędzy dwiema osobami, z których jedna pochodzi od drugiej.

## Znaczenie
Jest to jeden z podstawowych faktów genealogicznych, jaki jest poszukiwany (ustalany) podczas badań przez genealogów-historyków (zawodowych) i genealogów rodzinnych (amatorów). Dlatego często spotyka się użycie tego słowa na nazwanie samego procesu dowodzenia (na podstawie źródeł), że dane dwie osoby pochodzą jedna od drugiej. W takim ujęciu filiacja może oznaczać również dowodzenie, że dziecko pochodzi od określonej pary rodziców. Należy to odróżnić od prawnego ustalania pochodzenia dziecka na podstawie różnych domniemań i powództw, które rządzi się własnymi regułami.
Filiacja może być bezpośrednia (pomiędzy rodzicem a dzieckiem) lub pośrednia (pomiędzy dalszym przodkiem a dalszym potomkiem, np. dziadek-wnuczka, prababcia-prawnuczka itd.). Jeżeli pomiędzy dwiema osobami zachodzi filiacja, to jednocześnie zachodzi między nimi pokrewieństwo pierwszego stopnia w linii prostej: jedna osoba jest wstępnym dla drugiej, a ta druga – zstępnym dla pierwszej. Występuje więc różnica jednego pokolenia lub więcej pokoleń.

## Różnice z innymi pojęciami
Filiacja tym różni się od pokrewieństwa, że nie obejmuje linii bocznej. Wobec linii prostej różni się tym, że filiacja obejmuje parę osób (tj. dwie osoby), a linia prosta – wszystkie kolejne osoby. Co więcej, można mówić o pokrewieństwie prawnym, do którego przyporządkowuje się adopcję pełną. Natomiast filiacja jest zawsze związkiem naturalnym (pokrewieństwo biologiczne). Nie obejmuje też powinowactwa, którego elementem jest koicja.

## Dowodzenie filiacji
W genealogii filiację można dowodzić na podstawie wszelkich wiarygodnych źródeł danych, w tym zwłaszcza na podstawie: ksiąg metrykalnych (wyznaniowych lub świeckich); innych ksiąg i akt parafialnych; innych dokumentów urzędowych zgromadzonych w archiwach państwowych lub kościelnych; dokumentów prywatnych (w tym korespondencji); ustnych relacji członków rodziny, sąsiadów czy znajomych; itp. Należy podkreślić, że do rzetelności pracy genealogicznej należy ocena wiarygodności wybieranych źródeł danych, a w efekcie niepodważalność ustalonej filiacji. Często nie można z całkowitą pewnością stwierdzić, kim byli rodzice danej osoby, wobec braku źródeł lub ich nikłej wiarygodności.
W polskim prawie wyłącznym dowodem pochodzenia dziecka są akta stanu cywilnego (poprzez ich odpisy), z tym, że w wyjątkowych przypadkach treść tych aktów może ulec zmianie, a rodzicielstwo może być "zaprzeczone", "ustalone" w wyniku pewnych powództw albo uznane (w przypadku ojcostwa).